# Adolf Just

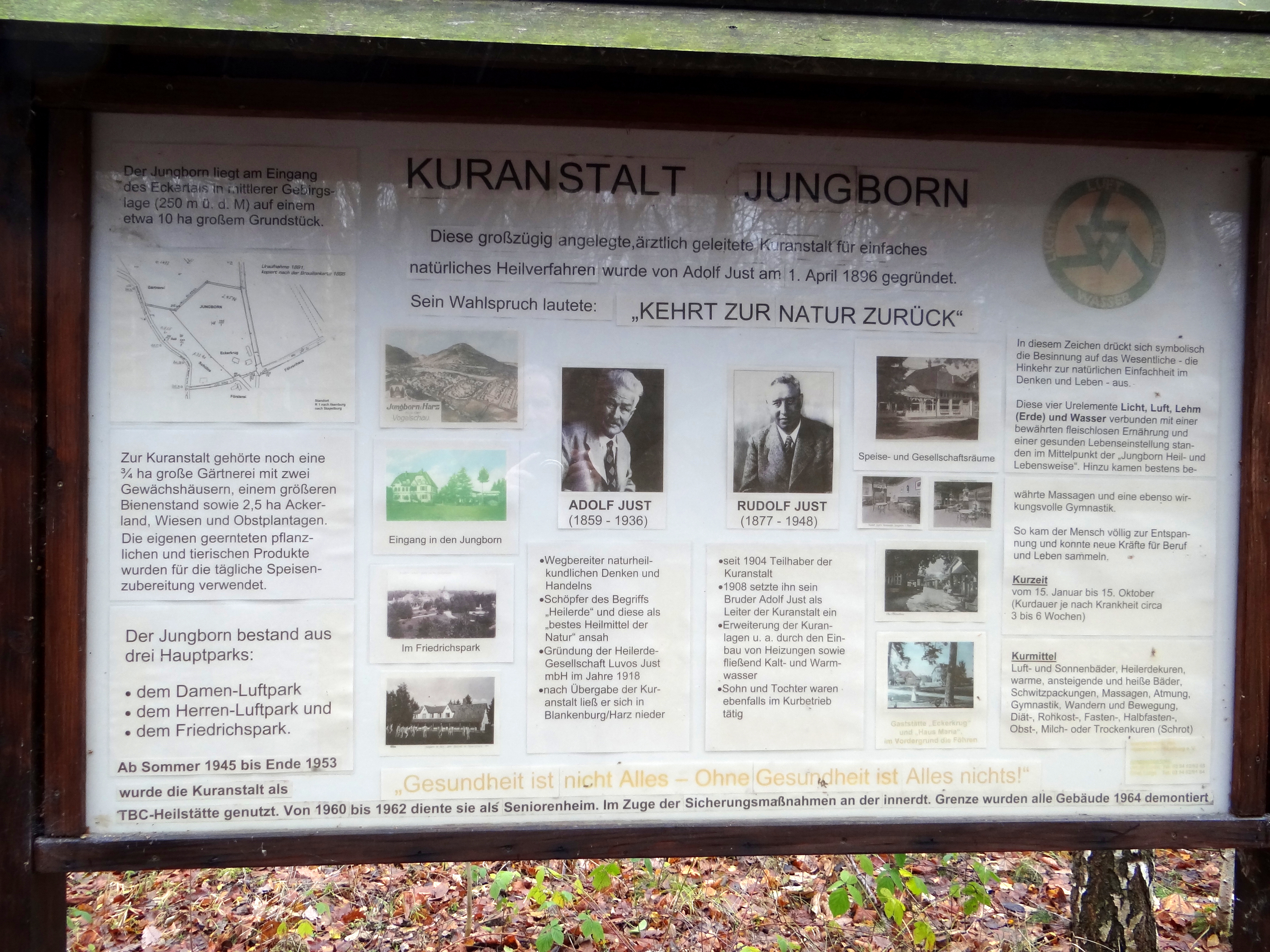
Informationstafel im Eckertal bei Stapelburg zur Heilanstalt „Jungborn“

Adolf Just (* 8. August 1859 in Lüthorst; † 20. Januar 1936 in Starnberg) war ein deutscher Buchhändler, Naturheilkundler und Verfechter der „streng fleischlosen Kost“. Er war Gründer der Kuranstalt Jungborn bei Stapelburg im Eckertal des Harzes.

## Leben und Werk

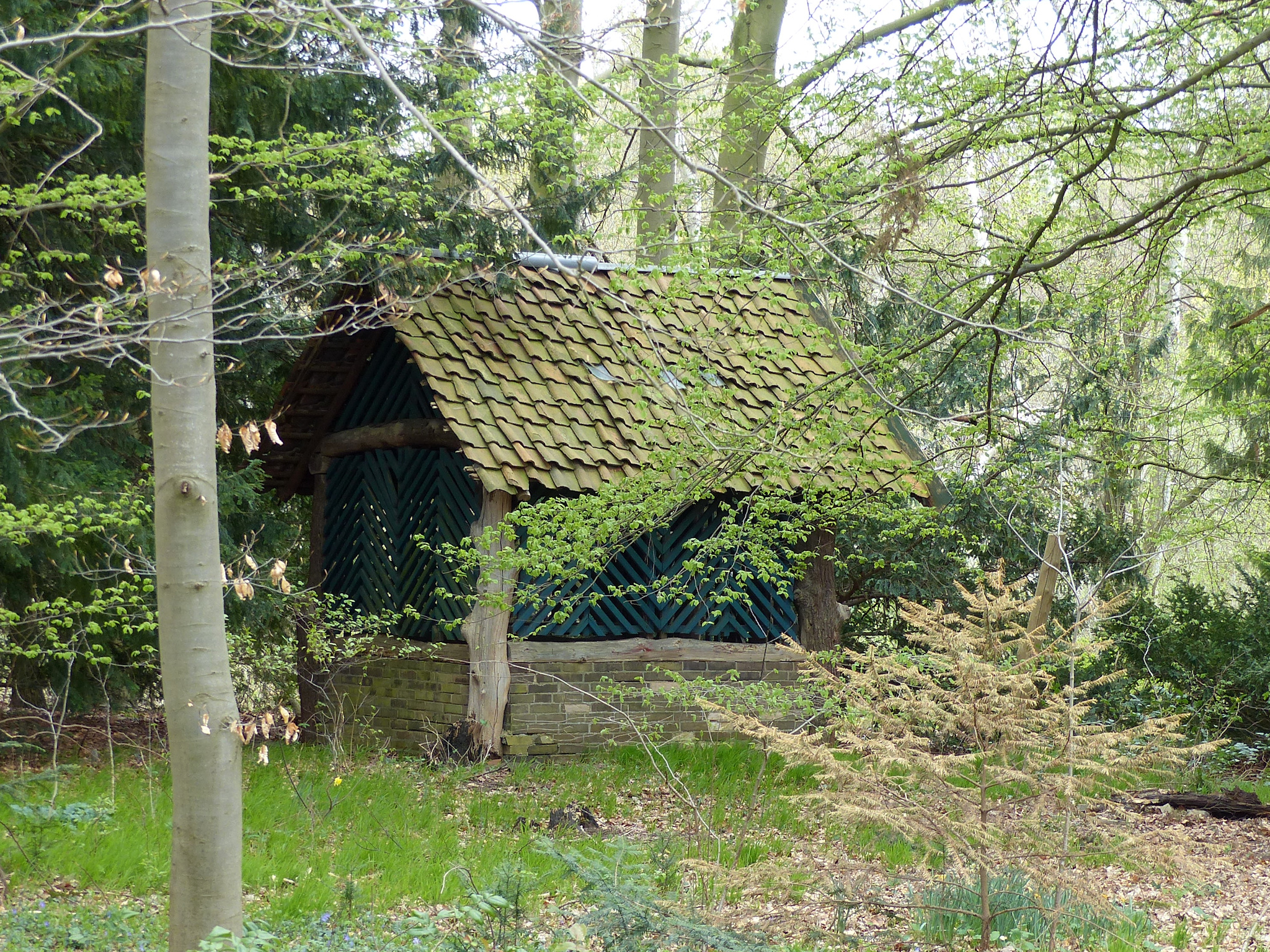
Lichtlufthütte von Adolf Just im von Pawelschen Holz in Braunschweig

Geboren als ältestes von zwölf Kindern wuchs Just in Lüthorst in einem kleinen Landwirtschaftsbetrieb mit Gasthaus auf. Auf Anraten des Ortspastors Georg Kleine besuchte er das Realgymnasium in Goslar, wo er das Abitur ablegte. Er begann in Leipzig eine Lehre zum Buchhändler und wechselte 1882 in die Braunschweiger Buchhandlung Graff. Er erkrankte wenige Jahre später an einem Nervenleiden, das vergeblich mit schulmedizinischen Methoden behandelt wurde. Er wandte sich im Selbststudium verschiedenen Naturheilverfahren zu, nahm an diversen Kneippkuren teil, vertraute sich als Patient dem „Sonnendoktor“ Arnold Rikli an und lernte in Veldes „Lufthütten“ kennen, woraus seine „Lichtlufthütten“ entstanden. Zudem wurde er Vegetarier und verzichtete konsequent auf Zucker und Salz. Durch seine Erfahrungen wurde er zum Laienmediziner. Als ein Heilmittel empfahl er Lösserde, die heute noch als Naturheilmittel angeboten wird.

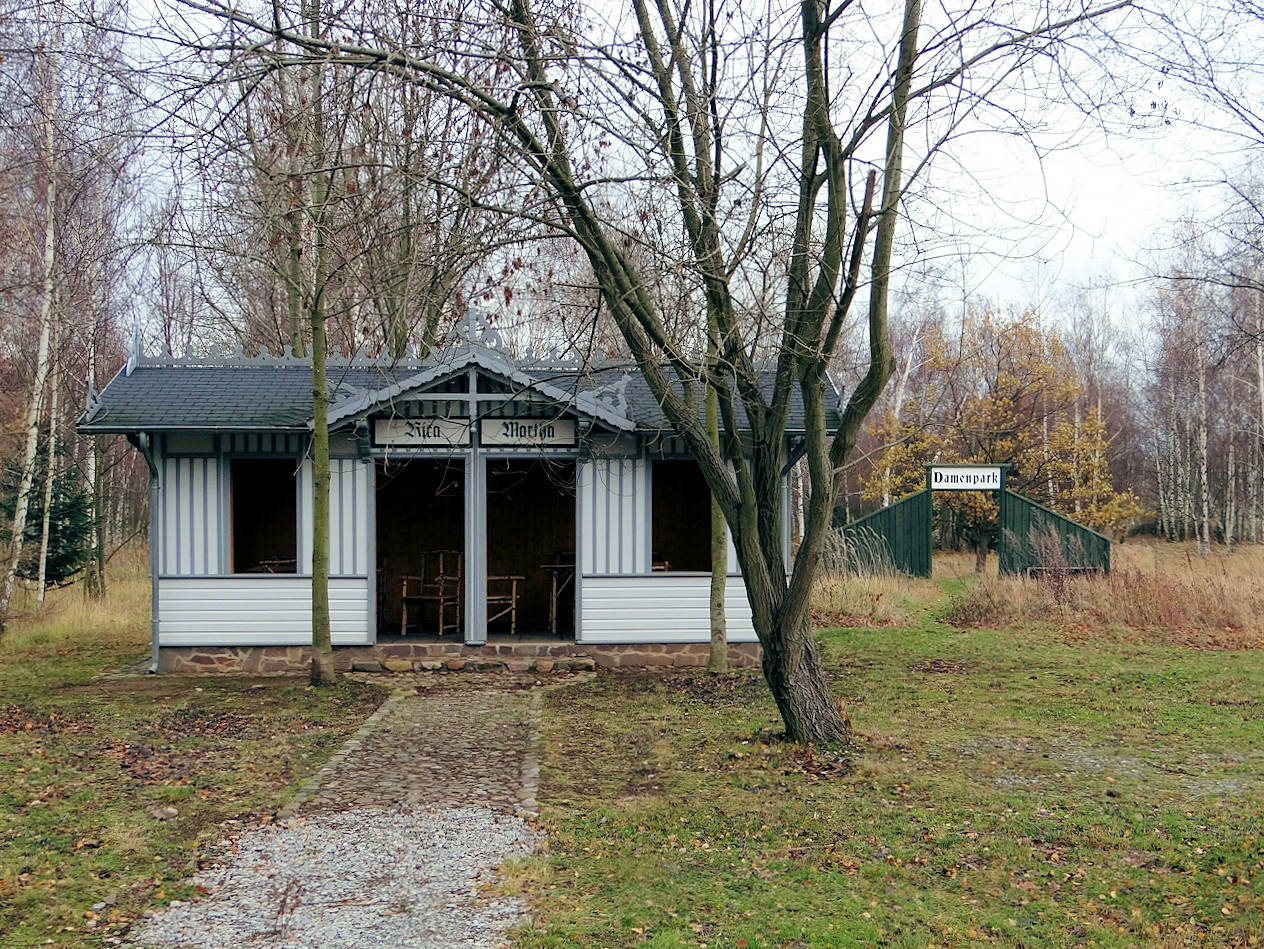
Nachgebautes Lichtlufthäuschen für Kurgäste auf dem ehemaligen Jungborn-Gelände im Eckertal. Im Hintergrund der Eingang zum „Damenpark“

Im Eckertal bei Stapelburg im Harz kaufte Adolf Just am 25. September 1895 das historische Gasthaus Eckerkrug zusammen mit 14 Morgen Wiese, um dort kurze Zeit später die Kuranstalt Jungborn zu gründen. „Am 1.4.1896 erfolgte der erste Spatenstich“. Der 20. Juni 1896 galt als Tag der Eröffnung. Der Name „Jungborn“ ist angelehnt an den mythologischen Begriff Jungbrunnen. Das Tal liegt „geschützt an der Leeseite des Harzes mit entsprechend mildem Klima“.
Die Kuranstalt baute auf eine „planmäßige Krankenernährung nur mit Beeren, rohem Obst, Nüssen, Vollkornbrot, roher Süß- und Sauermilch sowie Milcherzeugnissen“.
Zahlreiche Prominente besuchten den Jungborn zur Erholung und Entspannung. Die Abgeschiedenheit der Kuranstalt nutzten Schauspieler wie Marika Rökk, Viktor de Kowa und Hans Albers sowie der Schriftsteller Franz Kafka, der hier im Juli 1912 drei Wochen verweilte und an der Konzeption des „Verschollenen“ arbeitete. Kafka soll im Jungborn seine Schreibkrise überwunden haben.
Ende der 1920er-Jahre war die Unterbringung von 250 Kurgästen möglich.
1897 besuchte der als „Lehmpastor“ berühmt gewordene Emanuel Felke den Jungborn und war so beeindruckt, dass er nach seiner Rückkehr in Repelen bei Moers und später in Bad Sobernheim einen ähnlichen Jungborn gründete.
Seine seit seiner Jugend bestehende „Nervenschwäche“ zwang ihn 1908, die Leitung seiner Licht-Luft-Heilanstalt niederzulegen.
1918 gründete Just in Blankenburg (Harz) die Heilerde-Gesellschaft Luvos Just GmbH, Blankenburg/Harz, die heute noch in Friedrichsdorf Heilerde herstellt. Die auch vom rheinpfälzischen Sobernheim aus angebotene Luvos-Heilerde Justs war eine Weiterentwicklung des Bolus albus.
Adolf Justs Hauptwerk „Kehrt zur Natur zurück !“ erschien erstmals 1896 im Verlag A. Graff in Braunschweig. Das Buch wurde in Deutschland bis 1930 in zwölf Auflagen und etwa 50.000 Exemplaren aufgelegt und dabei regelmäßig „bedeutend vermehrt“ oder „wesentlich erweitert und vervollkommnet“.
Der Originaltitel der 1. Auflage lautete: „Kehrt zur Natur zurück! Die naturgemässe Lebensweise als einziges Mittel zur Heilung aller Krankheiten und Leiden des Leibes, des Geistes und der Seele. Das naturgemäße Bad, Licht und Luft in ihrer Anwendung im vollen Sinne der Natur, Die Erdkraft als wichtigstes Heilmittel der Natur, Naturgemässe Ernährung“ und erschien bei A. Graff in Braunschweig.
Das 100. Gründungsjubiläum der Heilerde-Gesellschaft Luvos Just fand am 9. Juni 2018 auf dem Gelände der ehemaligen Kuranstalt Jungborn statt.

## Wirken in weiteren Ländern
Justs Buch wurde in die Sprachen Englisch, Italienisch, Spanisch, Französisch, Hindi und Telugu übersetzt. und beeinflusste sogar Gandhis Ideen Gandhi las Justs „Kehrt zur Natur zurück !“ und erzielte mit der Erdbehandlung „wundervolle Ergebnisse“. Er war von Justs Methoden so beeindruckt, dass er 1933 einen seiner Schüler in den Jungborn entsandte, „um sich ein Bild von der Naturheilanstalt sowie den dort angewandten Heilmethoden zu machen“. In Indien kam es zur Gründung eines heute noch bestehenden Naturheilhospitals bei Pune.
Eine amerikanische Version des Jungborn wurde vom Just-Jünger Benedict Lust in den Ramapo Mountains in dem Ort Butler in New Jersey gegründet, die er in Anlehnung an Justs Namensgebung „Yungborn“ nannte. Lust übersetzte 1903 das Buch „Kehrt zur Natur zurück!“ unter dem Titel Return to Nature; the True Natural Method of Living and Healing and the True Salvation of the Soul: Paradise Regained ins Englische und hatte so wesentlichen Anteil daran, dass Justs Ideen im englischsprachigen Raum bekannt wurden.

## Schriften
- Kehrt zur Natur zurück! Die wahre naturgemäße Heil- und Lebensweise. Wasser, Licht, Luft, Erde, Früchte und wahres Christentum. Stapelburg 1896 (Volltext in englischer Übersetzung (PDF; 2,4 MB)).
- Jungborn-Echo. Kurze Geschichte des Jungborn, besonders interessante Urteile, Berichte, Artikel und wichtige Kurberichte. 1904.
- Der Jungborn-Tisch. Ein neues, einfaches, vegetarisches Kochbuch. 1905.
- Die Hilfe auf dem Wege! Geistes- und Seelenleben. 1907.
- Der Kampf um die Wahrheit. Die naturgemäße Lebensweise (Erde und Lehm) vor Gericht. 1907.
- Die naturgemäße Heilweise in kurzer Darstellung. Das Heil des Menschen für Leib, Geist und Seele. 1913.
- Die Heilerde, das alte Natur- und Volksheilmittel und seine wunderbaren Heilerfolge bei innerer und äußerer Anwendung. Die ganze wahre naturgemäße Heilweise auf christlicher Grundlage. 1919.
- Die Erde als Heilmittel. Das alte Natur- und Volksheilmittel und seine wunderbaren Heilerfolge bei innerer und äußerer Anwendung. Die wahre naturgemäße Heilweise auf christlicher Grundlage. 1921.